# 洛纳盖
洛纳盖（法語：Launaguet，法語發音：[lonaɡɛ]）是法国上加龙省的一个市镇，属于图卢兹区。

## 地理
洛纳盖（43°40'26"N, 1°27'25"E）面积7.02 平方千米，位于法国奧克西塔尼大區上加龙省，该省份为法国西南部内陆省份，西南端与西班牙接壤，自此顺时针与上比利牛斯省、热尔省、塔恩-加龙省、塔恩省、奥德省和阿列日省接壤。
与洛纳盖接壤的市镇（或旧市镇、城区）包括：卡斯泰尔日内斯特、欧康维尔、丰博扎尔、圣热涅斯贝勒维、圣卢卡马斯、圖盧茲、吕尼永。

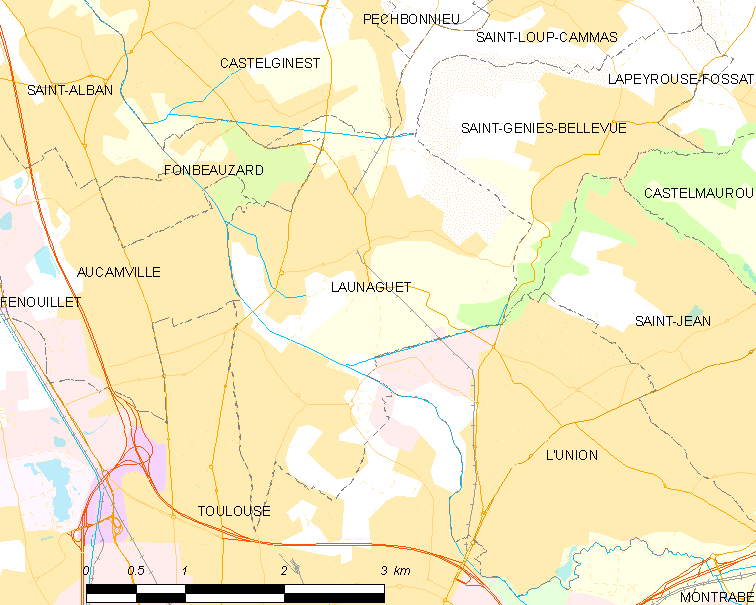
洛纳盖的OSM定位图

洛纳盖的时区为UTC+01:00、UTC+02:00（夏令时）。

## 行政
洛纳盖的邮政编码为31140，INSEE市镇编码为31282。

## 政治
洛纳盖所属的省级选区为图卢兹第八县。

## 人口

1962-2008年间洛纳盖人口变化图示

洛纳盖于2022年1月1日时的人口数量为9216人。

## 图集

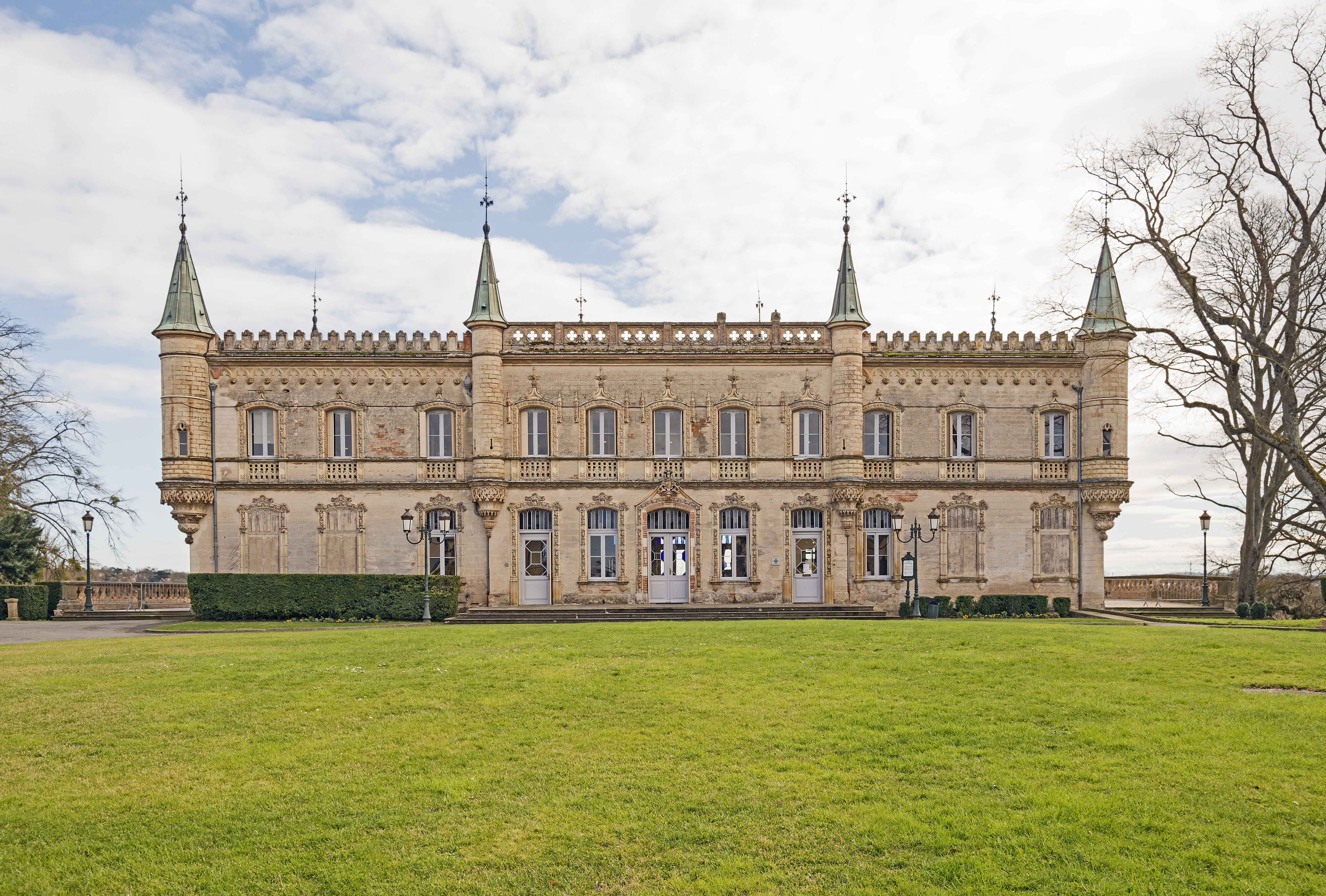
城堡
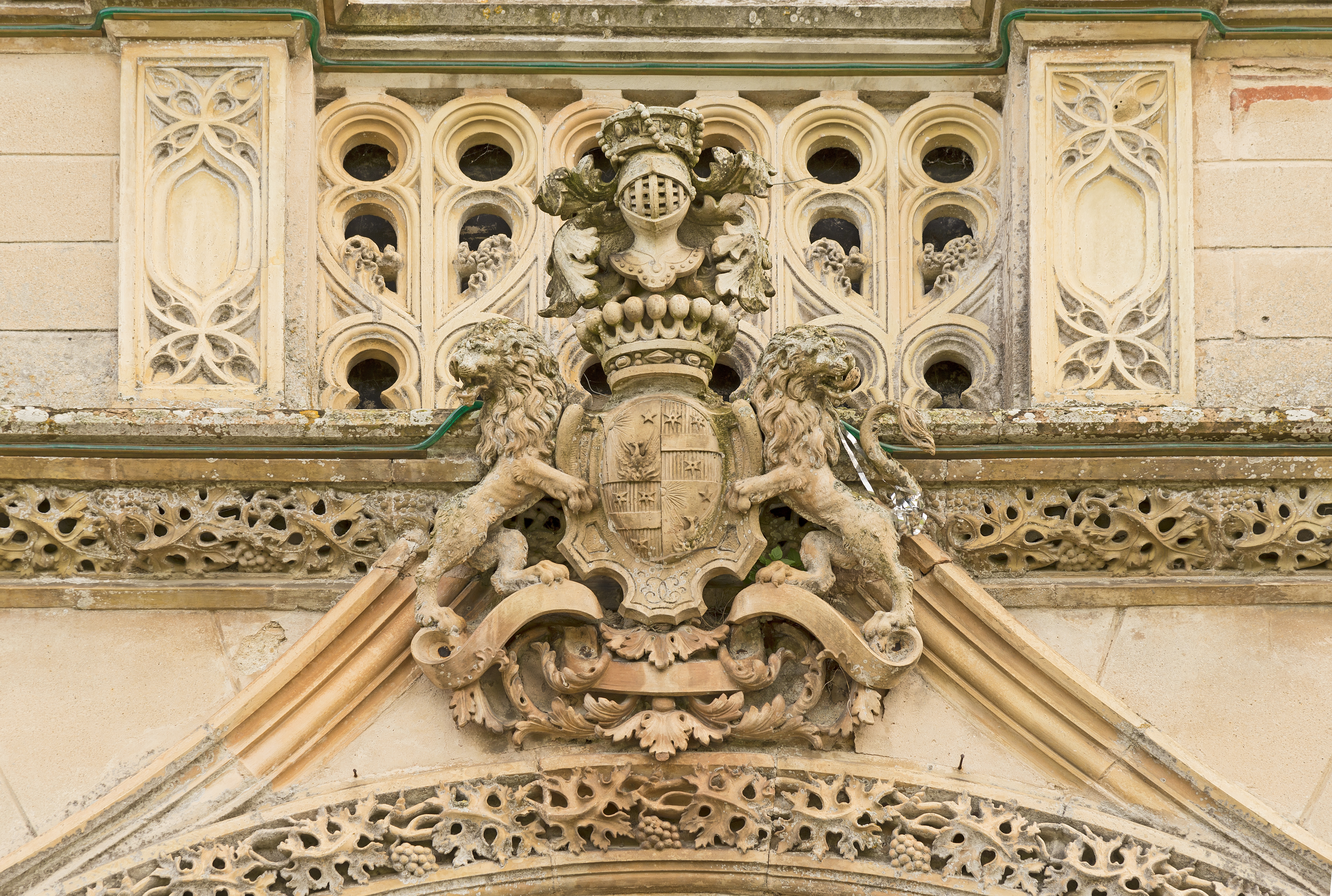
城堡入口上方的徽章
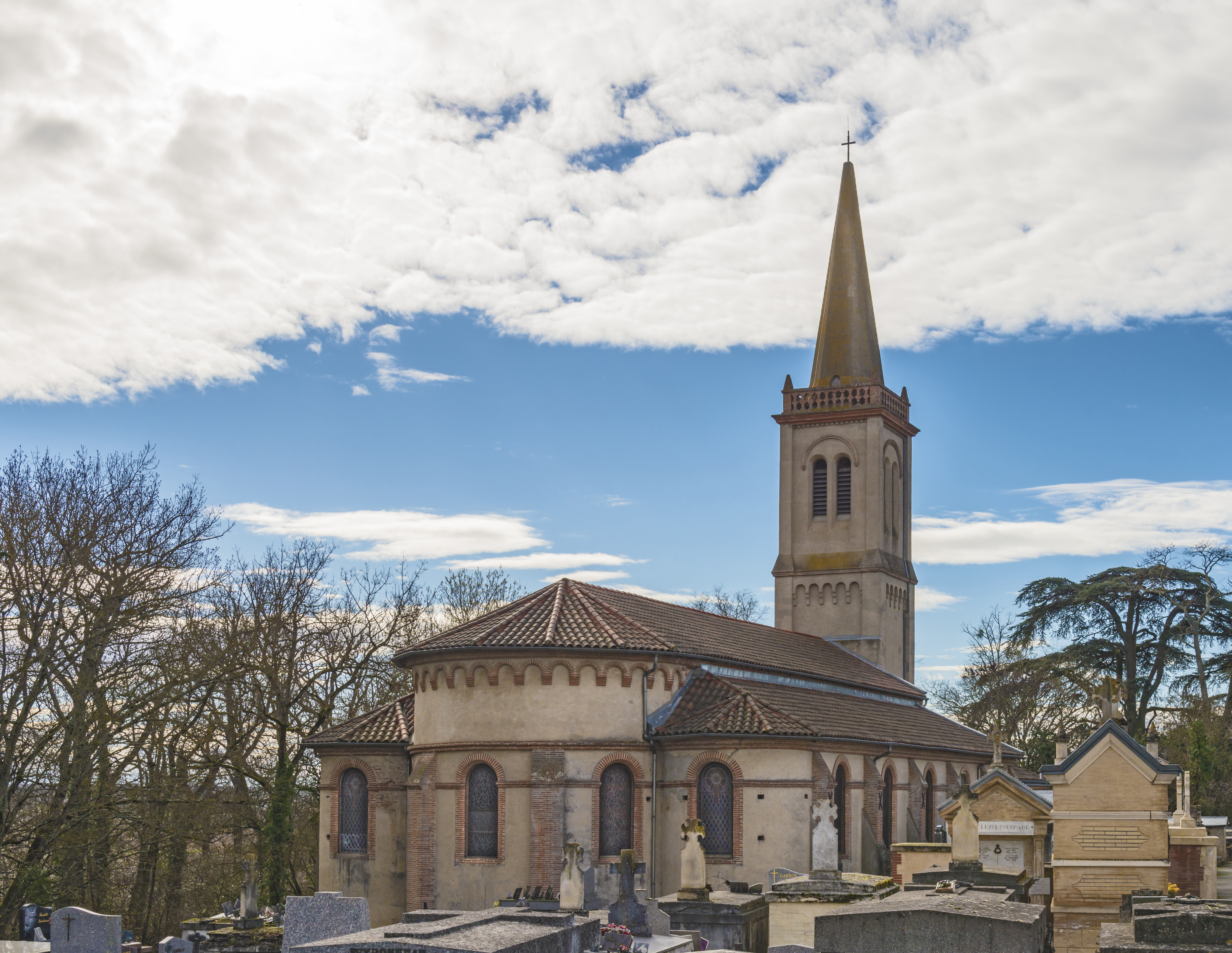
圣巴泰勒米教堂后殿
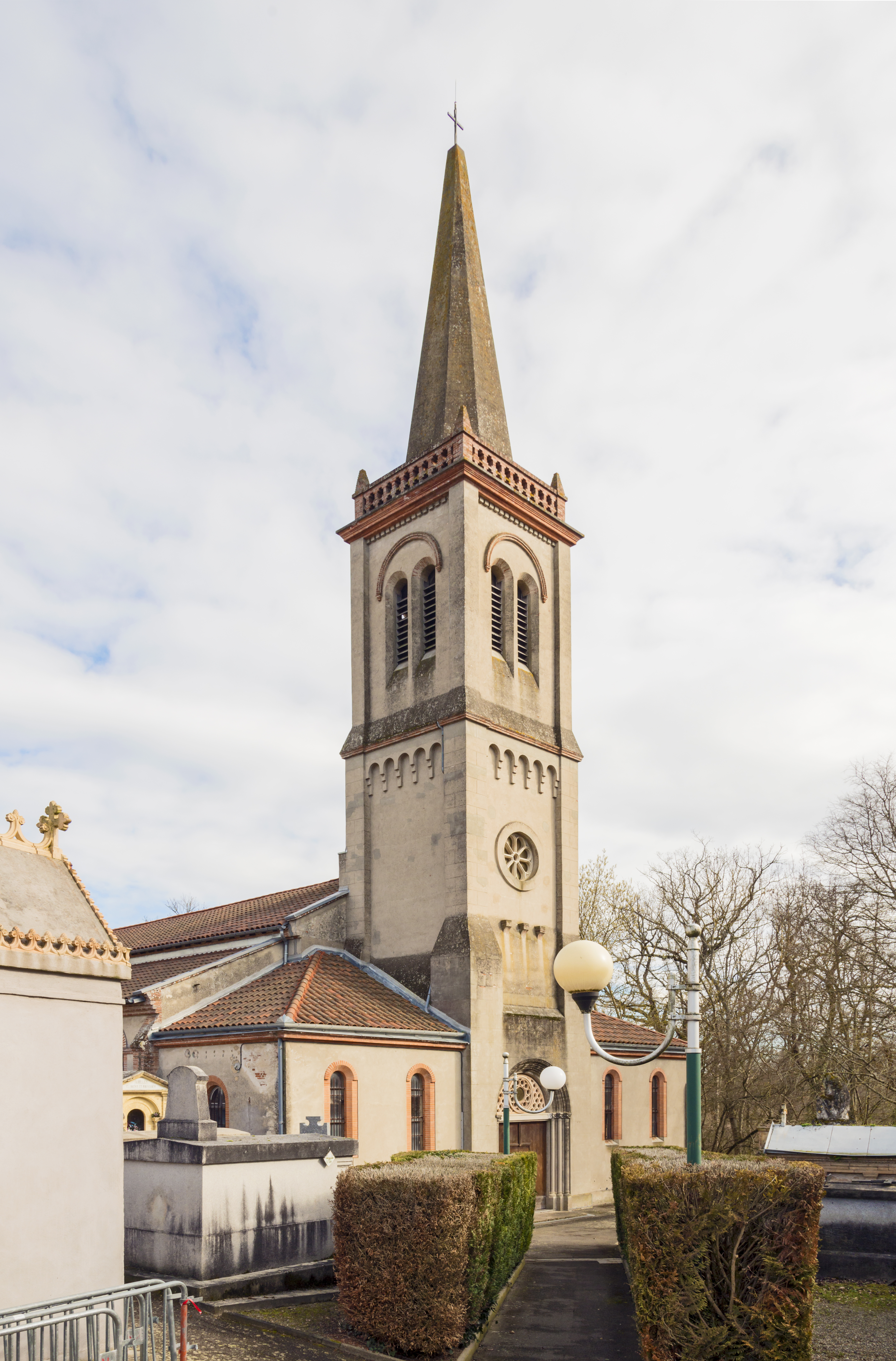
钟楼